# Kamubuga
Kamubuga ist einer von 19 Sektoren des Distrikts Gakenke in der Nordprovinz von Ruanda.

## Geographie
Der Sektor hat eine Fläche von 34,6 km² und liegt auf einer Höhe von etwa 2390 m. Er unterteilt sich in die vier Zellen Kamubuga, Kidomo, Mbatabata und Rukore. Nachbarsektoren sind im Nordwesten Gashaki und Rugengabari, im Norden Rusarabuge, im Nordosten Nemba, im Osten Gashenyi, im Südosten Karambo, im Südwesten Nemba und im Westen Kivuruga. Im Nordwesten liegt der Sektor am Ruhondo-See.

## Bevölkerung
Nach Stand der Volkszählung von 2022 liegt die Einwohnerzahl bei 23.336. Zehn Jahre zuvor waren es 20.758, was einem jährlichen Bevölkerungszuwachs von 1,2 Prozent zwischen 2012 und 2022 entspricht.

## Verkehr
Zwei District Roads verlaufen durch Kamubuga.

## Gesundheitswesen
Im Sektor befindet sich das Kamubuga Health Center.